# Synagoga w Krośnie Odrzańskim
Synagoga w Krośnie Odrzańskim – nieistniejąca synagoga, znajdująca się w Krośnie Odrzańskim, w północnej części Starego Miasta, na rogu ówczesnych ulic Sichdichfür (obecnie ul. Słoneczna) i Brauhausgasse (obecnie nieistniejąca).
Synagoga została zbudowana najprawdopodobniej w 1851 roku. Wraz z przejęciem władzy w Niemczech przez partię nazistowską, rozpoczęło się również w Krośnie prześladowanie osób narodowości żydowskiej. 
Jej kulminacyjnym elementem na terenie miasta było podpalenie synagogi 10 listopada 1938 roku, czyli następnego dnia po nocy kryształowej. Doszczętnie spalona, przy biernej postawie mieszkańców, synagoga została rozebrana w dniach następnych. Obecnie na powierzchni nie zachowały się żadne ślady po budynku.